# Busto di Francesco Barberini
Il busto di Francesco Barberini è una scultura in marmo realizzata da Gian Lorenzo Bernini, conservata nella National Gallery of Art di Washington D.C.. L'opera è stata realizzata nel 1623 ed è stata commissionata da Papa Urbano VIII, nipote di Francesco Barberini, protonotario apostolico. Quest'ultimo morì nel 1600, pertanto Bernini scolpì il busto da un ritratto di Caravaggio del Barberini, dipinto in precedenza e attualmente parte della collezione Corsini a Firenze. Bernini si attenne strettamente al ritratto, sebbene nel dipinto la figura fosse di tre quarti, mentre la scultura è un busto di testa, spalle e busto.

## Storia
La scultura è stata donata alla National Gallery of Art di Washington D.C. nel 1961 come parte della donazione della Collezione Kress. La Kress Foundation aveva precedentemente acquistato l'opera, con precisione nel 1950, dal conte Alessandro Contini-Bonacossi, insieme ad una collezione di 125 dipinti.